# AT&T

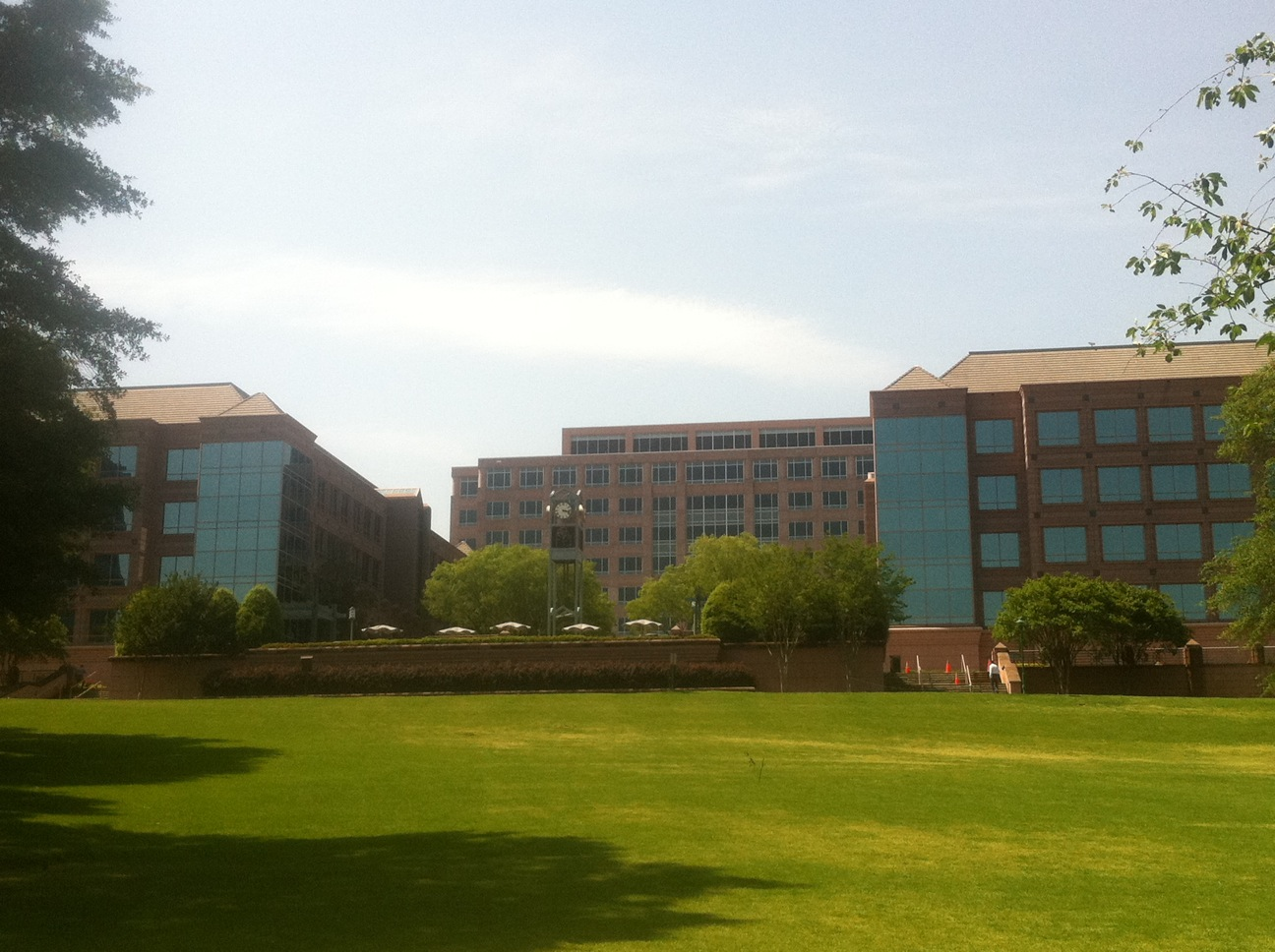
Hoofdkantoor mobiele telefonie in Atlanta

AT&T Inc. is een Amerikaans telecommunicatieconcern. Het is de grootste provider en wholesale carrier op de markt van lokale, langeafstands- en mobiele telefoondiensten in de Verenigde Staten. Het hoofdkantoor van AT&T is gevestigd in Dallas.

## Activiteiten
AT&T is een van de grootste telefoonmaatschappijen in de Verenigde Staten, Verizon is de grootse concurrent. De activiteiten zijn verdeeld in twee bedrijfsonderdelen, Communications en Latin America. De omzetbijdrage van buiten de Verenigde Staten is met 3% minimaal. De meeste inkomsten worden gegenereerd door de verkoop van diensten, via mobiele netwerken en kabel, aan particulieren en bedrijven en ongeveer een vijfde van de omzet wordt gerealiseerd met de verkoop van producten.

## Geschiedenis

### Voorgeschiedenis
De voorganger van het huidige AT&T Inc. is American Telephone & Telegraph en was later hernoemd tot AT&T Corporation. Dit oorspronkelijke bedrijf ontstond in 1880 uit een werkmaatschappij van Bell Telephone Company. AT&T Corporation was een van de grootste en machtigste bedrijven in de Verenigde Staten, waardoor het de bijnaam "Ma Bell" kreeg. Om ervoor te zorgen dat het monopolie van het concern doorbroken werd, dwong de FCC het bedrijf zich in 1984 in een aantal zelfstandige regionale delen op te breken. Deze nieuwe bedrijven werden de Regional Bell Operating Companies (RBOC's) genoemd, of ook wel "Baby Bells". AT&T bleef bestaan maar richtte zich met name op het Long Distance segment, communicatie tussen de regio's en niet binnen de regio's.

### Nieuw AT&T
Door overname van voormalige zusterbedrijven groeiden sommige van deze "Baby Bells" zelf uit tot grote concerns, die zich konden meten met het "oude" AT&T. Een van de grootste overgebleven Baby Bells was SBC Communications (SBC), ontstaan uit Southwestern Bell Corporation. In 2005 kondigde SBC een overnamebod aan op voormalig moederbedrijf AT&T Corporation. Eind 2005 werd de overname voltooid en SBC Communications kreeg hierdoor het recht op de merknaam "AT&T". Omdat deze merknaam een aanzienlijk groter draagvlak heeft dan SBC, hernoemde het bedrijf zich hierna tot AT&T Inc. Onderzoeken hebben uitgewezen dat bijna 95% van alle Amerikanen bekend zijn met de merknaam AT&T. Het nieuwe concern veranderde ook de beurscode aan de New York Stock Exchange van "SBC" naar het historisch beladen "T" (dat simpelweg staat voor "Telephone").
In 2007 sloot AT&T een contract met de elektronicagigant Apple en werd de enige provider van de populaire iPhone in de VS.
Op 20 maart 2011 maakte AT&T bekend dat het T-Mobile USA van Deutsche Telekom wilde overnemen voor het bedrag van US$ 39 miljard in geld en aandelen, en zou daarmee het enige GSM-netwerk in de Verenigde Staten verkrijgen. Het Amerikaanse Ministerie van Justitie blokkeerde de overname.
In juli 2015 werd de overname afgerond van DIRECTV. De overname heeft AT&T US $49 miljard gekost en werd daarmee de grootste aanbieder van betaal-tv. DIRECTV had zo’n 45 miljoen klanten in het land en in andere Latijns-Amerikaanse landen. AT&T had zelf al zes miljoen televisieklanten. AT&T wilde minder afhankelijk van de inkomsten van mobiele telefonie worden waar de marktgroei afneemt en de concurrentie toeneemt.
In 2015 behaalde AT&T een omzet van US$ 147 miljard en een nettowinst van US$ 13,7 miljard. Er werkten in dat jaar 281.000 mensen bij het bedrijf. AT&T telde 137 miljoen mobiele telefoonklanten, waarvan 9 miljoen in Mexico, en 38 miljoen klanten met een betaal-tv abonnement.

### Diversificatie naar Content
In oktober 2016 maakte het bedrijf een bod bekend op alle aandelen van het Amerikaanse mediabedrijf Time Warner (nu WarnerMedia). Het is de grootste deal sinds jaren in de telecomindustrie en het bod, in geld en aandelen, wordt gewaardeerd op US$ 85 miljard (ongeveer 78 miljard euro). AT&T was beduidend groter dan Time Warner dat in 2015 een omzet behaalde van US$ 28 miljard en 25.000 medewerkers in dienst had. Vanaf 14 juni 2018 was Time Warner een divisie van AT&T.
In 2019 maakte Time Warner voor een vol jaar deel uit van AT&T. In dat jaar rapporteerde AT&T een omzet van US$ 181 miljard, waarvan 18% of US$ 33,5 miljard van Time Warner. De nettowinst in dat jaar was US$ 13,9 miljard. De totale schuldenlast was gestegen naar US$ 161 miljard (2015: US$ 126 miljard). De rentekosten waren in 2019 opgelopen tot acht miljard dollar, een verdubbeling sinds 2015. Het telde 248.000 medewerkers.

### Terug naar de kern
Op 24 april 2020 werd John Stankey per 1 juli 2020 de nieuwe bestuursvoorzitter, hij nam de plaats in van Randall L. Stephenson. AT&T gaf toe dat de overnames van DirecTV en Time Warner hadden geleid tot een enorme schuldenlast en Stankey gaf prioriteit aan de vermindering van de schulden. Op 2 augustus 2021 werden DirecTV, U-Verse TV en DirecTV Stream afgesplitst in een aparte entiteit. Private equity investeerder TPG Capital nam hierbij een minderheidsbelang van 30% in het nieuwe, zelfstandige bedrijf. Op basis van deze transactie was DirectTV ongeveer US$ 16 miljard waard, dat is een derde wat AT&T had betaald in 2015. 
Op 17 mei 2021 maakte AT&T bekend om het belang in WarnerMedia op te geven via een fusie met Discovery. Bijna een jaar later, op 8 april werd de afsplitsing van WarnerMedia en de daaropvolgende fusie met Discovery een feit. De combinatie is verder gegaan onder de bedrijfsnaam Warner Bros. Discovery, waarbij AT&T een aandelenbelang had 71% en de aandeelhouders van Discovery de overige 29%. De aandeelhouders van AT&T kregen naar rato van hun belang een even groot belang in Warner Bros. Discovery. Op 15 november 2021 werd Vrio, de videodiensten in Latijns Amerika, verkocht aan Grupo Werthein en in juni 2022 volgde de verkoop van Xandr, de advertentie activiteiten van WarnerMedia die niet zijn opgegaan in Warner Bros. Discovery, aan Microsoft.
Op 6 oktober 2021 meldde Reuters dat AT&T de moeder en grootste financier was van OAN, de extreemrechtse zender die Trump en de bestorming van het Capitool op 6 januari ondersteunde en ondersteunt.